# Кристофър Хемптън
Кристофър Джеймс Хемптън, CBE (на английски: Christopher James Hampton) е британски драматург, сценарист и филмов режисьор, носител на награди „Лорънс Оливие“, „Сателит“, БАФТА, „Оскар“ и две награди „Тони“, номиниран е за „Златен глобус“. Известен е с адаптацията на романа „Опасни връзки“ и с адаптацията на романа на Иън Макюън – „Изкупление“.
Кристофър Хемптън е командор на Британската империя от 1999 г. заради приноса му към литературата.

## Биография
Кристофър Хемптън е роден на 26 януари 1946 г. на остров Фаял, Азорски острови, Португалия, в семейството на британците Дороти Пейшънс (по баща Херингтън) и Бърнард Патрик Хемптън, морски телекомуникационен инженер, работещ за Cable & Wireless. Вследствие на работата на Бърнард, семейството се установя последователно в Аден и Александрия и по-късно Хонг Конг и Занзибар. Суецката криза през 1956 г. принуждава семейството да бяга под прикритието на тъмнината, оставяйки притежанията си.
След подготвителното училище в Райгейт, Великобритания, Хемптън е приет на 13-годишна възраст в Лансинг колидж.

## Пиеси
- When Did You Last See My Mother? (1964)
- Total Eclipse (1967)
- The Philanthropist (1969)
- Savages (1974)
- Treats (1975)
- Tales From Hollywood (1984)
- White Chameleon (1991)
- The Talking Cure (2002)